# Wasił Kołarow
Wasił Petrow Kołarow (bułg. Васил Коларов; ur. 28 lipca 1877 w Szumenie, zm. 23 stycznia 1950 w Sofii) – bułgarski działacz komunistyczny, prawnik i polityk, obok Georgi Dimitrowa i Dimityra Błagojewa, z którymi w 1919 roku założył Bułgarską Partię Komunistyczną, był liderem bułgarskiego ruchu robotniczego w XX-leciu międzywojennym, jednym z pomysłodawców krwawo stłumionego powstania wrześniowego w 1923 roku, po którym musiał wyjechać z kraju. Od początku lat 20. sekretarz generalny Międzynarodówki Komunistycznej, po 1945 roku – obok Dimitrowa – najważniejsza postać w budowaniu nowego, komunistycznego porządku w Bułgarii: po obaleniu monarchii pełnił obowiązki tymczasowego prezydenta (1946–1947), następnie był wicepremierem i ministrem spraw zagranicznych (1947–1949) w rządzie Georgi Dimitrowa, a po jego śmierci – premierem (1949–1950).

## Wykształcenie i działalność polityczna w XX-leciu międzywojennym
W latach 1895–1897 uczył się w gimnazjum państwowym w Warnie, następnie pracował jako nauczyciel w Nikopolu. Wówczas też zapisał się do Bułgarskiej Robotniczej Partii Socjaldemokratycznej. Studiował prawo w Genewie i dzięki temu pod koniec lat 90. XIX wieku nawiązał cenne kontakty z socjalistami europejskimi. Po powrocie do kraju związał się z Dimityrem Błagojewem, który trzy lata później, niezadowolony z nieskuteczności BPS-D, wystąpił z partii i założył własną organizację – radykalną Socjaldemokratyczną Partię Robotników. Oprócz Błagojewa jej liderami byli młodsi od niego Kołarow oraz Georgi Dimitrow. Wszyscy trzej przyczynili się także do utworzenia w 1919 roku Bułgarskiej Partii Komunistycznej.
W latach 1912–1913 Kołarow brał udział w wojnach bałkańskich, a po powrocie do kraju w 1913 dostał się do Zgromadzenia Narodowego. Mandat deputowanego sprawował przez pięć kolejnych kadencji, do 1923 roku.
Na początku lat 20. rozwinęła się jego kariera w międzynarodowych strukturach ruchu komunistycznego. W 1921 i 1922 roku był oficjalnym przedstawicielem Bułgarskiej Partii Komunistycznej na II. i III. Kongresie Międzynarodówki Komunistycznej w Moskwie, gdzie poznał m.in. Włodzimierza Lenina. Podczas drugiego spotkania został wybrany na sekretarza generalnego Międzynarodówki (pełnił tę funkcję do 1924). Od tej pory działalność w kraju łączył z licznymi podróżami po Europie: był współzałożycielem partii komunistycznych we Francji, w Niemczech, Norwegii czy Czechosłowacji.
Kiedy w 1923 roku Aleksandyr Cankow po zamachu stanu wprowadził dyktaturę wojskową, komuniści zorganizowali powstanie. Kołarow, który przybył w 1923 do Bułgarii jako delegat Kominternu, odegrał decydującą rolę w porzuceniu przez komunistów taktyki neutralności wobec rządu Cankowa i organizacji wystąpienia zbrojnego. Na jego czele stanęli Kołarow i Dimitrow, zresztą wbrew woli Błagojewa, który był przeciwny wykorzystywaniu siły w walce o władzę. Powstanie zostało krwawo stłumione, a jego liderzy musieli uciekać z kraju. Początkowo przebywali w Jugosławii, następnie dostali się do Wiednia, by w końcu trafić do Moskwy. W drugiej połowie lat 20. i w latach 30. Kołarow pracował w stolicy Związku Radzieckiego, gdzie cały czas był członkiem prezydium i komitetu wykonawczego Kominternu oraz sekretarzem generalnym Międzynarodówki Chłopskiej. W tym czasie większą aktywność polityczną wykazywał pozostający dotychczas w cieniu Georgi Dimitrow.

## Po 1945 roku
Zajęcie w 1944 roku Bułgarii przez Armię Czerwoną spowodowało obalenie monarchii i ustanowienie zalążków republiki ludowej. Kołarow powrócił do kraju w 1945 roku i był jednym z głównych kreatorów nowego porządku. Podzielił się władzą z Dimitrowem, który był kandydatem Józefa Stalina na dyktatora. Komuniści, aby utrzymać pozory demokracji, postanowili rozpisać wybory i zaproponowali przywódcy największej partii chłopskiej Nikoli Petkowowi wspólną listę wyborczą. Jednak Petkow odmówił i wybory w listopadzie 1945 roku wygrał lewicowy Front Ojczyźniany. Dopiero plebiscyt w sprawie istnienia monarchii zorganizowany z pomocą Rosjan we wrześniu 1946 roku (w którym większość obywateli opowiedziało się za republiką) dał komunistom podstawy do przejęcia władzy.
Kołarow początkowo pełnił obowiązki przewodniczącego Zgromadzenia Narodowego oraz tymczasowego prezydenta; jako najważniejsza osoba w państwie reprezentował Bułgarię na po wojennej paryskiej konferencji pokojowej w 1946 roku. Po uchwaleniu nowej konstytucji w 1947 roku, która największą władzę skoncentrowała w osobie premiera, wszedł do rządu, na którego czele stanął Dimitrow. Był wicepremierem oraz ministrem spraw zagranicznych (1947–1949).
Tymczasem w obozie komunistycznym zaczęła się tworzyć opozycja wobec jednowładztwa Dimitrowa oraz brutalnych metod stosowanych – za przyzwoleniem Moskwy – w zwalczaniu przeciwników politycznych (np. w 1947 roku zamordowany został Petkow, który konsekwentnie odmawiał wejścia do rządu). Dlatego na specjalnie zwołanym plenum KC BPK (11–12 czerwca 1949 roku) Kołarow zarzucił buntownikom, w większości wysokim przedstawicielom własnej partii (w tym wicepremierowi Trajczo Kostowowi) działalność antyradziecką (m.in. wspieranie Jugosławii, która właśnie wystąpiła z bloku sowieckiego) oraz próbę otrucia premiera Dimitrowa. Pół roku później wszyscy oskarżeni zostali skazani na karę śmierci.
Po niespodziewanej śmierci Dimitrowa w lipcu 1949 roku Kołarow został premierem. Pełnił swoje obowiązki przez pół roku, do 23 stycznia 1950 roku, kiedy sam zmarł.
W 1948 otrzymał Order Odrodzenia Polski I klasy.